# ماركوس كيسي
ماركوس كيسي (بالإنجليزية: Markus Casey) هو عالم آثار أيرلندي، ولد في 1957، وتوفي في 2008.